# Codex Selden

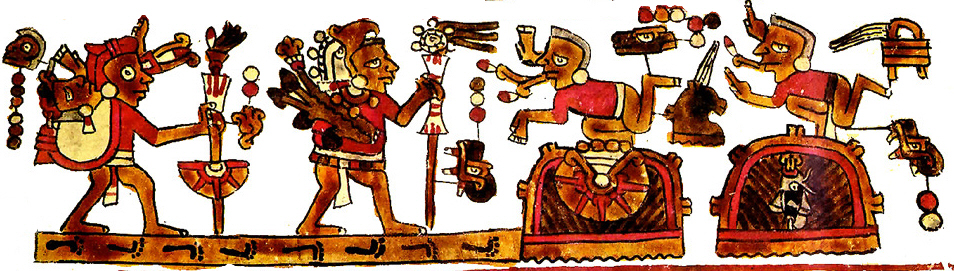
Troisième bande de la page 7 du codex Selden, représentant le seigneur 3-Crocodile voyageant avec le seigneur 2-Fleur qui porte la dame 6-Singe sur son dos avec un mecapal ; ils rencontrent les seigneurs 6-Lézard et 2-Crocodile, qui les menacent avec des « mots de silex ».

Le Codex Selden est un manuscrit mexicain d'origine mixtèque. Le codex est un compte-rendu de la généalogie de la dynastie Jaltepec du Xe jusqu'au XVIe siècle. Le codex Selden n'est en fait qu'un fragment d'un document beaucoup plus long. Malgré le fait qu'il a été achevé après l'arrivée des Espagnols dans la région des Mixtèques, il est considéré comme l'un des six codex mixtèques de facture préhispanique à avoir survécu à la conquête espagnole du Mexique.
Le Codex a appartenu au juriste anglais John Selden, décédé en 1654 qui a laissé sa collection de livres et de manuscrits à l'Université d'Oxford. Il est actuellement conservé à la bibliothèque Bodléienne sous la cote MS. Arch. Selden A. 2.